# Swedpower
Swedpower AB var ett energikonsultbolag som från början hette Swedish Power Service AB (SwedPower) och bland annat hade till uppgift att tillhandahålla tjänster åt utländska statliga kraftföretag. Det bildades 1976, med Uno Sandström som VD, som ett samarbete mellan statliga Vattenfall, Sydkraft i Malmö,OKG, Bergman & Co,Stockholm och VBB Vattenbyggnadsbyrån. Första operativa VD var Rolf M Falkenberg, med medarbetarna Stig Moberg och Sandor Hantosi. Med tiden har man gjort managementutbildningar och projektuppdrag så som energiutredningar, bemanning och upphandling för kund i över 130 länder och i Sverige och på samtliga kontinenter.
Vattenfall hade redan från början majoritetsägande (51 %) i konsultbolaget och långt senare köptes Sydkrafts andel ut. 2004 nämndes Vattenfall som ägare av Swedpower  och 2007 bytes namnet till Vattenfall Power Consultant AB. 2011 köptes majoriteten av Vattenfall Power Consultants verksamhet av Pöyry, och bytte i samband med detta namn till Pöyry SwedPower AB.